# Anotogaster giganticus
Anotogaster giganticus là loài chuồn chuồn trong họ Cordulegastridae. Loài này được Fraser mô tả khoa học đầu tiên năm 1924.